# Parafia Trójcy Świętej w Przytocznej
Parafia Trójcy Świętej w Przytocznej – parafia rzymskokatolicka, położona w dekanacie Rokitno, diecezji zielonogórsko-gorzowskiej, metropolii szczecińsko-kamieńskiej w Polsce, erygowana w 1755. Mieści się przy ulicy Jeziornej.